# Likusy (Nidzica)
Likusy (deutsch Lykusen) ist ein kleines Dorf in der polnischen Woiwodschaft Ermland-Masuren. Es gehört zur Gmina Nidzica (Stadt- und Landgemeinde Neidenburg) im Powiat Nidzicki (Kreis Neidenburg).

## Geographische Lage
Likusy liegt östlich des Jezioro Brzeźno (deutsch Großer Persingsee, auch: Jezioro Brzeźno Duże) im Südwesten der Woiwodschaft Ermland-Masuren, 15 Kilometer nördlich der Kreisstadt Nidzica (deutsch Neidenburg).

## Geschichte
Im Jahre 1372 wurde das Dorf Likuschen (nach 1574 Groß Lyckusen, nach 1820 Likusen) gegründet. Die spätere Försterei am Ort war dem Staatsforst Kommusin (polnisch Koniuszyn) zugehörig.
Zwischen 1874 und 1945 war Lykusen in den Amtsbezirk Orlau (polnisch Orłowo) im ostpreußischen Kreis Neidenburg eingegliedert.
Im Jahre 1910 waren in Lykusen 172 Einwohner registriert. Ihre Zahl belief sich 1993 auf 181 und 1939 auf 156.
Aufgrund der Bestimmungen des Versailler Vertrags stimmte die Bevölkerung in den Volksabstimmungen in Ost- und Westpreußen am 11. Juli 1920 über die weitere staatliche Zugehörigkeit zu Ostpreußen (und damit zu Deutschland) oder den Anschluss an Polen ab. In Lykusen stimmten 117 Einwohner für den Verbleib bei Ostpreußen, auf Polen entfielen keine Stimmen.
In Kriegsfolge wurde 1945 das gesamte südliche Ostpreußen – und mit ihm Lykusen – an Polen abgetreten. Das Dorf erhielt die polnische Namensform „Likusy“ und ist heute mit dem Sitz eines Schulzenamts eine Ortschaft im Verbund der Gmina Nidzica (Stadt- und Landgemeinde Neidenburg) im Powiat Nidzicki (Kreis Neidenburg), bis 1998 der Woiwodschaft Olsztyn, seither der Woiwodschaft Ermland-Masuren zugehörig. 2011 zählte das Dorf 17 Einwohner.

## Kirche
Bis 1945 war Lykusen in die evangelische Kirche Lahna in der Kirchenprovinz Ostpreußen der Kirche der Altpreußischen Union sowie in die römisch-katholische Kirche Neidenburg im damaligen Bistum Ermland eingepfarrt. Heute gehört Likusy in Bezug auf beide Konfessionen zu Jabłonka (Jablonken, 1938 bis 1945 Seehag), das ein Filialort der evangelischen Pfarrei Nidzica in der Diözese Masuren der Evangelisch-Augsburgischen Kirche in Polen bzw. der römisch-katholischen Pfarrei Łyna im jetzigen Erzbistum Ermland ist.

## Verkehr
Likusy liegt abseits vom großen Verkehrsgeschehen und ist lediglich auf Nebenstraßen von Jabłonka (Jablonken, 1938 bis 1945 Seehag) bzw. von Orłowo (Orlau) kommend zu erreichen. Eine Anbindung an den Bahnverkehr besteht nicht.